# Dusiołek (wiersz)
Dusiołek – wiersz Bolesława Leśmiana, opublikowany w 1920 roku w zbiorze zatytułowanym Łąka.
W utworze Dusiołek ukazano historię o Bajdale, który szedł przez świat. Towarzyszyli mu wół i szkapa. Zmęczony drogą Bajdała postanowił się zdrzemnąć pod lasem na mchu. W pewnym momencie z rowu wyszedł Dusiołek, który zaczął dusić Bajdałę. Ten pokonał Dusiołka i zaczął robić wyrzuty szkapie i wołowi, że mu nie pomogli.
Ballada kończy się pretensją skierowaną do Boga, że pozwolił, by taka okropna zjawa nastraszyła Bajdałę, i że w ogóle istnieje coś takiego jak Dusiołek. Bajdała zadaje pytanie o sens istnienia zła. Ma on pretensje do Boga o to, że pozwolił On na jego istnienie. Wiersz w sposób metaforyczny przedstawia ludowe wierzenia, w których postacie mityczne i rzeczywiste współistnieją w świadomości ludu.
Tytułowa istota przypomina zmorę z wierzeń słowiańskich. Jest to złośliwa istota, wzorowana na diable, siadająca na piersi i wysysająca z niej dech, zwłaszcza w sytuacji smutku i nieszczęścia.